# ターマック
ターマック (Tarmac) は、骨材にタールをしみ込ませて固めた舗装、あるいはその舗装路面である。タルマック、タールマクともいう。
Tarmac は商標で、一般名称はタールマカダム (tarmacadam) である。マカダムとは、砕石をロードローラーで踏み固めただけの舗装である。

## 施工
砂利や砕石などの骨材を敷き並べて転圧した後に、タールを浸透させて固める。

## 歴史
古くからある舗装方式だが、1901年にアメリカで特許取得され後に発明者らが創業した舗装会社の社名にもなった。
アメリカでは、コンクリート舗装の採用が多いことなどもあり、現在でも、コンクリート舗装に対してアスファルト舗装も含めた総称としてターマックという語が使われる。

## 特徴
一般車道用としては耐久性や機能面に劣るため、アスファルト舗装やコンクリート舗装が普及した今日ではあまり一般的ではないが、施工が容易なため簡易舗装や応急の補修に利用されることがある。

## モータースポーツでの用法
必ずしもモータースポーツに限らず、何らかの路面を車輪で移動するタイプのヴィークル一般に関して使われることがあるが、タールによる舗装がすたれた現代でも通称としてコンクリート以外の、アスファルト舗装のような砕石を高粘度の材料で固めたような鋪装のこと、あるいはその路面のことをターマックと呼んでいる。主として、非舗装を意味する「ダート」や「グラベル」の対義語として（どちらの種類の路面も走行する）ラリー競技で多く使われる用語であり、もっぱら舗装路面の多いサーキットのそれを指して使われることは少ないが、珍しいというほどでもない（なお、サーキット用語では、「グラベル」は通常の走行路が舗装されているコースにおける、走行路以外が非鋪装になっている部分を指し、走行路自体が非鋪装のサーキットの走行路は「ダート」というように呼び分けられている）。
例を出すと、フルターマックなコースと言えばそれはコース全体（走るコース以外の部分、ランオフエリアも含めて）舗装路面になっていると言うことである。